# Lijst van staatshoofden en regeringsleiders in 2021
Deze lijst van staatshoofden en regeringsleiders in 2021 noemt de staatshoofden en regeringsleiders die in 2021 actief waren van de 193 landen die zijn aangesloten bij de Verenigde Naties alsmede Kosovo, Palestina, Taiwan en Vaticaanstad.

## A
| Landsnaam          | Staatshoofd                                                                                      | Regeringsleider                                                                                  |
| ------------------ | ------------------------------------------------------------------------------------------------ | ------------------------------------------------------------------------------------------------ |
| Afghanistan        | President Ashraf Ghani (tot 15 augustus) Waarnemend president Amrullah Saleh (vanaf 17 augustus) | President Ashraf Ghani (tot 15 augustus) Waarnemend president Amrullah Saleh (vanaf 17 augustus) |
| Albanië            | President Ilir Meta                                                                              | Premier Edi Rama                                                                                 |
| Algerije           | President Abdelmadjid Tebboune                                                                   | Premier Abdelaziz Djerad (tot 30 juni) Premier Aymen Benabderrahmane (vanaf 30 juni)             |
| Andorra            | Coprins Joan Enric Vives i Sicília Coprins Emmanuel Macron                                       | Premier Xavier Espot Zamora                                                                      |
| Angola             | President João Lourenço                                                                          | President João Lourenço                                                                          |
| Antigua en Barbuda | Koningin Elizabeth II                                                                            | Premier Gaston Browne                                                                            |
| Argentinië         | President Alberto Fernández                                                                      | President Alberto Fernández                                                                      |
| Armenië            | President Armen Sarkisian                                                                        | Premier Nikol Pasjinian                                                                          |
| Australië          | Koningin Elizabeth II                                                                            | Premier Scott Morrison                                                                           |
| Azerbeidzjan       | President İlham Əliyev                                                                           | Premier Ali Asadov                                                                               |

## B
| Landsnaam             | Staatshoofd | Regeringsleider |
| --------------------- | --- | --- |
| Bahama's              | Koningin Elizabeth II | Premier Hubert Minnis (tot 17 september) Premier Philip Davis (vanaf 17 september)                                            |
| Bahrein               | Koning Hamad bin Isa Al Khalifa                                                                                           | Premier Salman bin Hamad bin Isa Al Khalifa                                                                                   |
| Bangladesh            | President Abdul Hamid | Premier Sjeik Hasina Wajed |
| Barbados              | Koningin Elizabeth II (tot 30 november) President Sandra Mason (vanaf 30 november)                                        | Premier Mia Mottley |
| België                | Koning Filip | Premier Alexander De Croo |
| Belize                | Koningin Elizabeth II | Premier Johnny Briceño |
| Benin                 | President Patrice Talon                                                                                                   | President Patrice Talon |
| Bhutan                | Koning Jigme Khesar Namgyel Wangchuk                                                                                      | Premier Lotay Tshering |
| Bolivia               | President Luis Arce | President Luis Arce |
| Bosnië en Herzegovina | Drie-presidentschap: Milorad Dodik (voorzitter tot 20 juli), Šefik Džaferović en Željko Komšić (voorzitter vanaf 20 juli) | Premier Zoran Tegeltija |
| Botswana              | President Mokgweetsi Masisi                                                                                               | President Mokgweetsi Masisi                                                                                                   |
| Brazilië              | President Jair Bolsonaro                                                                                                  | President Jair Bolsonaro |
| Brunei                | Sultan en premier Hassanal Bolkiah                                                                                        | Sultan en premier Hassanal Bolkiah                                                                                            |
| Bulgarije             | President Rumen Radev | Premier Bojko Borisov (tot 12 mei) Premier Stefan Janev (van 12 mei tot 13 december) Premier Kiril Petkov (vanaf 13 december) |
| Burkina Faso          | President Roch Marc Christian Kaboré                                                                                      | Premier Christophe Joseph Marie Dabiré (tot 10 december) Premier Lassina Zerbo (vanaf 10 december)                            |
| Burundi               | President Évariste Ndayishimiye                                                                                           | Premier Alain-Guillaume Bunyoni                                                                                               |

## C
| Landsnaam                     | Staatshoofd                         | Regeringsleider                                                                           |
| ----------------------------- | ----------------------------------- | ----------------------------------------------------------------------------------------- |
| Cambodja                      | Koning Norodom Sihamoni             | Premier Hun Sen                                                                           |
| Canada                        | Koningin Elizabeth II               | Premier Justin Trudeau                                                                    |
| Centraal-Afrikaanse Republiek | President Faustin-Archange Touadéra | Premier Firmin Ngrébada (tot 15 juni) Premier Henri-Marie Dondra (vanaf 15 juni)          |
| Chili                         | President Sebastián Piñera          | President Sebastián Piñera                                                                |
| China                         | President Xi Jinping                | Premier Li Keqiang                                                                        |
| Colombia                      | President Iván Duque                | President Iván Duque                                                                      |
| Comoren                       | President Azali Assoumani           | President Azali Assoumani                                                                 |
| Congo-Brazzaville             | President Denis Sassou-Nguesso      | Premier Clément Mouamba (tot 12 mei) Premier Anatole Collinet Makosso (vanaf 12 mei)      |
| Congo-Kinshasa                | President Félix Tshisekedi          | Premier Sylvestre Ilunga (tot 27 april) Premier Jean-Michel Sama Lukonde (vanaf 27 april) |
| Costa Rica                    | President Carlos Alvarado Quesada   | President Carlos Alvarado Quesada                                                         |
| Cuba                          | President Miguel Díaz-Canel         | Premier Manuel Marrero Cruz                                                               |
| Cyprus                        | President Nikos Anastasiadis        | President Nikos Anastasiadis                                                              |

## D
| Landsnaam              | Staatshoofd                            | Regeringsleider                                                                             |
| ---------------------- | -------------------------------------- | ------------------------------------------------------------------------------------------- |
| Denemarken             | Koningin Margarethe II                 | Premier Mette Frederiksen                                                                   |
| Djibouti               | President Ismaïl Omar Guelleh          | Premier Abdoulkader Kamil Mohamed                                                           |
| Dominica               | President Charles Savarin              | Premier Roosevelt Skerrit                                                                   |
| Dominicaanse Republiek | President Luis Abinader                | President Luis Abinader                                                                     |
| Duitsland              | Bondspresident Frank-Walter Steinmeier | Bondskanselier Angela Merkel (tot 8 december) Bondskanselier Olaf Scholz (vanaf 8 december) |

## E
| Landsnaam          | Staatshoofd                                                                         | Regeringsleider                                                              |
| ------------------ | ----------------------------------------------------------------------------------- | ---------------------------------------------------------------------------- |
| Ecuador            | President Lenín Moreno (tot 24 mei) President Guillermo Lasso (vanaf 24 mei)        | President Lenín Moreno (tot 24 mei) President Guillermo Lasso (vanaf 24 mei) |
| Egypte             | President Abdul Fatah al-Sisi                                                       | Premier Moustafa Madbouly                                                    |
| El Salvador        | President Nayib Bukele                                                              | President Nayib Bukele                                                       |
| Equatoriaal-Guinea | President Teodoro Obiang Nguema Mbasogo                                             | Premier Francisco Pascual Obama Asue                                         |
| Eritrea            | President Isaias Afewerki                                                           | President Isaias Afewerki                                                    |
| Estland            | President Kersti Kaljulaid (tot 11 oktober) President Alar Karis (vanaf 11 oktober) | Premier Jüri Ratas (tot 26 januari) Premier Kaja Kallas (vanaf 26 januari)   |
| Ethiopië           | President Sahle-Work Zewde                                                          | Premier Abiy Ahmed                                                           |

## F
| Landsnaam  | Staatshoofd                                                                                 | Regeringsleider           |
| ---------- | ------------------------------------------------------------------------------------------- | ------------------------- |
| Fiji       | President George Konrote (tot 12 november) President Wiliame Katonivere (vanaf 12 november) | Premier Frank Bainimarama |
| Filipijnen | President Rodrigo Duterte                                                                   | President Rodrigo Duterte |
| Finland    | President Sauli Niinistö                                                                    | Premier Sanna Marin       |
| Frankrijk  | President Emmanuel Macron                                                                   | Premier Jean Castex       |

## G
| Landsnaam     | Staatshoofd                                                                            | Regeringsleider                                                                                          |
| ------------- | -------------------------------------------------------------------------------------- | --- |
| Gabon         | President Ali Bongo Ondimba                                                            | Premier Rose Christiane Raponda                                                                          |
| Gambia        | President Adama Barrow                                                                 | President Adama Barrow                                                                                   |
| Georgië       | President Salome Zoerabisjvili                                                         | Premier Giorgi Gacharia (tot 18 februari) Premier Irakli Garibasjvili (vanaf 22 februari)                |
| Ghana         | President Nana Akufo-Addo                                                              | President Nana Akufo-Addo                                                                                |
| Grenada       | Koningin Elizabeth II                                                                  | Premier Keith Mitchell                                                                                   |
| Griekenland   | President Katerina Sakellaropoulou                                                     | Premier Kyriakos Mitsotakis                                                                              |
| Guatemala     | President Alejandro Giammattei                                                         | President Alejandro Giammattei                                                                           |
| Guinee        | President Alpha Condé (tot 5 september) President Mamady Doumbouya (vanaf 5 september) | Premier Ibrahima Kassory Fofana (tot 5 september) Premier Mohamed Béavogui (waarnemend, vanaf 6 oktober) |
| Guinee-Bissau | President Umaro Sissoco Embaló                                                         | Premier Nuno Gomes Nabiam                                                                                |
| Guyana        | President Irfaan Ali                                                                   | Premier Mark Phillips                                                                                    |

## H
| Landsnaam | Staatshoofd | Regeringsleider |
| --------- | --- | --- |
| Haïti     | President Jovenel Moïse (tot 7 juli) Waarnemend president Claude Joseph (van 7 juli tot 20 juli) President Ariel Henry (waarnemend, vanaf 20 juli) | Premier Joseph Jouthe (tot 14 april) Premier Claude Joseph (waarnemend, van 14 april tot 20 juli) Premier Ariel Henry (vanaf 20 juli) |
| Honduras  | President Juan Orlando Hernández | President Juan Orlando Hernández |
| Hongarije | President János Áder | Premier Viktor Orbán |

## I
| Landsnaam | Staatshoofd                                                                  | Regeringsleider                                                                     |
| --------- | ---------------------------------------------------------------------------- | ----------------------------------------------------------------------------------- |
| Ierland   | President Michael D. Higgins                                                 | Taoiseach Micheál Martin                                                            |
| IJsland   | President Guðni Thorlacius Jóhannesson                                       | Premier Katrín Jakobsdóttir                                                         |
| India     | President Ram Nath Kovind                                                    | Premier Narendra Modi                                                               |
| Indonesië | President Joko Widodo                                                        | President Joko Widodo                                                               |
| Irak      | President Barham Salih                                                       | Premier Mustafa Al-Kadhimi                                                          |
| Iran      | Ayatollah Ali Khamenei                                                       | President Hassan Rohani (tot 3 augustus) President Ebrahim Raisi (vanaf 3 augustus) |
| Israël    | President Reuven Rivlin (tot 7 juli) President Yitzhak Herzog (vanaf 7 juli) | Premier Benjamin Netanyahu (tot 13 juni) Premier Naftali Bennett (vanaf 13 juni)    |
| Italië    | President Sergio Mattarella                                                  | Premier Giuseppe Conte (tot 13 februari) Premier Mario Draghi (vanaf 13 februari)   |
| Ivoorkust | President Alassane Ouattara                                                  | Premier Hamed Bakayoko (tot 8 maart) Premier Patrick Achi (vanaf 8 maart)           |

## J
| Landsnaam | Staatshoofd                         | Regeringsleider                                                                |
| --------- | ----------------------------------- | ------------------------------------------------------------------------------ |
| Jamaica   | Koningin Elizabeth II               | Premier Andrew Holness                                                         |
| Japan     | Keizer Naruhito                     | Premier Yoshihide Suga (tot 4 oktober) Premier Fumio Kishida (vanaf 4 oktober) |
| Jemen     | President Abd Rabbuh Mansur Al-Hadi | Premier Maeen Abdulmalik Saeed                                                 |
| Jordanië  | Koning Abdoellah II                 | Premier Bisjer Al-Khasawneh                                                    |

## K
| Landsnaam  | Staatshoofd | Regeringsleider |
| ---------- | --- | --- |
| Kaapverdië | President Jorge Carlos Fonseca (tot 9 november) President José Maria Neves (vanaf 9 november)                                                            | Premier Ulisses Correia e Silva |
| Kameroen   | President Paul Biya | Premier Joseph Dion Ngute |
| Kazachstan | President Kassym-Jomart Tokajev | Premier Askar Mamin |
| Kenia      | President Uhuru Kenyatta | President Uhuru Kenyatta |
| Kirgizië   | President Talant Mamytov (waarnemend, tot 28 januari) President Sadyr Zjaparov (vanaf 28 januari)                                                        | Premier Artem Novikov (waarnemend, tot 3 februari) Premier Oeloekbek Maripov (van 3 februari tot 12 oktober) Premier Akylbek Zjaparov (vanaf 12 oktober) |
| Kiribati   | President Taneti Maamau | President Taneti Maamau |
| Koeweit    | Emir Nawaf Al-Ahmad Al-Jaber Al-Sabah | Premier Sabah Al-Khalid Al-Sabah |
| Kosovo     | President Vjosa Osmani (waarnemend, tot 22 maart) President Glauk Konjufca (waarnemend, van 22 maart tot 4 april) President Vjosa Osmani (vanaf 4 april) | Premier Avdullah Hoti (tot 22 maart) Premier Albin Kurti (vanaf 22 maart)                                                                                |
| Kroatië    | President Zoran Milanović | Premier Andrej Plenković |

## L
| Landsnaam                                                         | Staatshoofd | Regeringsleider                                                                        |
| ----------------------------------------------------------------- | --- | -------------------------------------------------------------------------------------- |
| Laos                                                              | President Bounnhang Vorachith (tot 22 maart) President Thongloun Sisoulith (vanaf 22 maart)                                                | Premier Thongloun Sisoulith (tot 22 maart) Premier Phankham Viphavanh (vanaf 22 maart) |
| Lesotho                                                           | Koning Letsie III | Premier Moeketsi Majoro                                                                |
| Letland                                                           | President Egils Levits | Premier Arturs Krišjānis Kariņš                                                        |
| Libanon                                                           | President Michel Aoun | Premier Hassan Diab (tot 10 september) Premier Najib Mikati (vanaf 10 september)       |
| Liberia                                                           | President George Weah | President George Weah                                                                  |
| Libië (internationaal erkende regering)                           | Voorzitter van de presidentiële raad Fayez al-Sarraj (tot 15 maart) Voorzitter van de presidentiële raad Mohamed al-Menfi (vanaf 15 maart) | Premier Fayez al-Sarraj (tot 15 maart) Premier Abdul Hamid Dbeibeh (vanaf 15 maart)    |
| Libië (internationaal niet-erkende regering, actief tot 15 maart) | Voorzitter van de Raad van Afgevaardigden Aguila Saleh Issa (tot 15 maart)                                                                 | Premier Abdullah al-Thani (tot 15 maart)                                               |
| Liechtenstein                                                     | Prins Hans Adam II | Premier Adrian Hasler (tot 25 maart) Premier Daniel Risch (vanaf 25 maart)             |
| Litouwen                                                          | President Gitanas Nausėda | Premier Ingrida Šimonytė                                                               |
| Luxemburg                                                         | Groothertog Hendrik | Premier Xavier Bettel                                                                  |

## M
| Landsnaam        | Staatshoofd                                                                                   | Regeringsleider                                                                                         |
| ---------------- | --------------------------------------------------------------------------------------------- | --- |
| Madagaskar       | President Andry Rajoelina                                                                     | Premier Christian Ntsay                                                                                 |
| Malawi           | President Lazarus Chakwera                                                                    | President Lazarus Chakwera                                                                              |
| Malediven        | President Ibrahim Mohamed Solih                                                               | President Ibrahim Mohamed Solih                                                                         |
| Maleisië         | Koning Abdullah van Pahang                                                                    | Premier Muhyiddin Yassin (tot 21 augustus) Premier Ismail Sabri Yaakob (vanaf 21 augustus)              |
| Mali             | President Bah Ndaw (tot 24 mei) President Assimi Goïta (waarnemend, vanaf 24 mei)             | Premier Moctar Ouane (tot 24 mei) President Choguel Kokalla Maïga (waarnemend, vanaf 7 juni)            |
| Malta            | President George Vella                                                                        | Premier Robert Abela                                                                                    |
| Marokko          | Koning Mohammed VI                                                                            | Premier Saadeddine Othmani (tot 7 oktober) Premier Aziz Akhannouch (vanaf 7 oktober)                    |
| Marshalleilanden | President David Kabua                                                                         | President David Kabua                                                                                   |
| Mauritanië       | President Mohamed Ould Ghazouani                                                              | Premier Mohamed Ould Bilal                                                                              |
| Mauritius        | President Prithvirajsing Roopun                                                               | Premier Pravind Jugnauth                                                                                |
| Mexico           | President Andrés Manuel López Obrador                                                         | President Andrés Manuel López Obrador                                                                   |
| Micronesië       | President David Panuelo                                                                       | President David Panuelo                                                                                 |
| Moldavië         | President Maia Sandu                                                                          | Premier Aureliu Ciocoi (waarnemend, tot 6 augustus) Premier Natalia Gavrilița (vanaf 6 augustus)        |
| Monaco           | Prins Albert II                                                                               | Minister van Staat Pierre Dartout                                                                       |
| Mongolië         | President Khaltmaagiin Battulga (tot 25 juni) President Ukhnaagiin Khürelsükh (vanaf 25 juni) | Premier Ukhnaagiin Khürelsükh (tot 27 januari) Premier Luvsannamsrain Oyun-Erdene (vanaf 27 januari)    |
| Montenegro       | President Milo Đukanović                                                                      | Premier Zdravko Krivokapić                                                                              |
| Mozambique       | President Filipe Nyusi                                                                        | Premier Carlos Agostinho do Rosário                                                                     |
| Myanmar          | President Win Myint (tot 1 februari) Generaal Min Aung Hlaing (vanaf 2 februari)              | Adviseur van Staat Aung San Suu Kyi (tot 1 februari) President Myint Swe (waarnemend, vanaf 1 februari) |

## N
| Landsnaam                  | Staatshoofd                                                                         | Regeringsleider                                                                    |
| -------------------------- | ----------------------------------------------------------------------------------- | ---------------------------------------------------------------------------------- |
| Namibië                    | President Hage Geingob                                                              | Premier Saara Kuugongelwa                                                          |
| Nauru                      | President Lionel Aingimea                                                           | President Lionel Aingimea                                                          |
| Koninkrijk der Nederlanden | Koning Willem-Alexander                                                             | Minister-president Mark Rutte                                                      |
| Nepal                      | President Bidhya Devi Bhandari                                                      | Premier Khadga Prasad Oli (tot 13 juli) Premier Sher Bahadur Deuba (vanaf 13 juli) |
| Nicaragua                  | President Daniel Ortega                                                             | President Daniel Ortega                                                            |
| Nieuw-Zeeland              | Koningin Elizabeth II                                                               | Premier Jacinda Ardern                                                             |
| Niger                      | President Mahamadou Issoufou (tot 2 april) President Mohamed Bazoum (vanaf 2 april) | Premier Brigi Rafini (tot 2 april) Premier Ouhoumoudou Mahamadou (vanaf 3 april)   |
| Nigeria                    | President Muhammadu Buhari                                                          | President Muhammadu Buhari                                                         |
| Noord-Korea                | Voorzitter van de Commissie voor Staatszaken Kim Jong-un                            | Premier Kim Tok-hun                                                                |
| Noord-Macedonië            | President Stevo Pendarovski                                                         | Premier Zoran Zaev                                                                 |
| Noorwegen                  | Koning Harald V                                                                     | Premier Erna Solberg (tot 14 oktober) Premier Jonas Gahr Støre (vanaf 14 oktober)  |

## O
| Landsnaam   | Staatshoofd                             | Regeringsleider |
| ----------- | --------------------------------------- | --- |
| Oeganda     | President Yoweri Museveni               | Premier Ruhakana Rugunda (tot 21 juni) Premier Robinah Nabbanja (vanaf 21 juni)                                                                                      |
| Oekraïne    | President Volodymyr Zelensky            | Premier Denys Sjmyhal |
| Oezbekistan | President Sjavkat Mirzijojev            | Premier Abdulla Aripov |
| Oman        | Sultan Haitham bin Tariq Al Said        | Sultan Haitham bin Tariq Al Said |
| Oost-Timor  | President Francisco Guterres            | Premier Taur Matan Ruak |
| Oostenrijk  | Bondspresident Alexander Van der Bellen | Bondskanselier Sebastian Kurz (tot 11 oktober) Bondskanselier Alexander Schallenberg (van 11 oktober tot 6 december) Bondskanselier Karl Nehammer (vanaf 6 december) |

## P
| Landsnaam           | Staatshoofd                                                                                    | Regeringsleider |
| ------------------- | ---------------------------------------------------------------------------------------------- | --- |
| Pakistan            | President Arif Alvi                                                                            | Premier Imran Khan |
| Palau               | President Tommy Remengesau (tot 21 januari) President Surangel Whipps Jr. (vanaf 21 januari)   | President Tommy Remengesau (tot 21 januari) President Surangel Whipps Jr. (vanaf 21 januari)                                      |
| Palestina           | President Mahmoud Abbas                                                                        | Premier Mohammad Shtayyeh |
| Panama              | President Laurentino Cortizo                                                                   | President Laurentino Cortizo |
| Papoea-Nieuw-Guinea | Koningin Elizabeth II                                                                          | Premier James Marape |
| Paraguay            | President Mario Abdo Benítez                                                                   | President Mario Abdo Benítez |
| Peru                | President Francisco Sagasti (waarnemend, tot 28 juli) President Pedro Castillo (vanaf 28 juli) | Premier Violeta Bermúdez (tot 28 juli) Premier Guido Bellido (van 29 juli tot 6 oktober) Premier Mirtha Vásquez (vanaf 6 oktober) |
| Polen               | President Andrzej Duda                                                                         | Premier Mateusz Morawiecki |
| Portugal            | President Marcelo Rebelo de Sousa                                                              | Premier António Costa |

## Q
| Landsnaam | Staatshoofd                   | Regeringsleider                                    |
| --------- | ----------------------------- | -------------------------------------------------- |
| Qatar     | Emir Tamim bin Hamad al-Thani | Premier Khalid bin Khalifa bin Abdul Aziz al-Thani |

## R
| Landsnaam | Staatshoofd               | Regeringsleider                                                                 |
| --------- | ------------------------- | ------------------------------------------------------------------------------- |
| Roemenië  | President Klaus Johannis  | Premier Florin Cîțu (tot 25 november) Premier Nicolae Ciucă (vanaf 25 november) |
| Rusland   | President Vladimir Poetin | Premier Michail Misjoestin                                                      |
| Rwanda    | President Paul Kagame     | Premier Édouard Ngirente                                                        |

## S
| Landsnaam                                                               | Staatshoofd | Regeringsleider |
| ----------------------------------------------------------------------- | --- | --- |
| Saint Kitts en Nevis                                                    | Koningin Elizabeth II | Premier Timothy Harris |
| Saint Lucia                                                             | Koningin Elizabeth II | Premier Allen Chastanet (tot 28 juli) Premier Philip Pierre (vanaf 28 juli) |
| Saint Vincent en de Grenadines                                          | Koningin Elizabeth II | Premier Ralph Gonsalves |
| Salomonseilanden                                                        | Koningin Elizabeth II | Premier Manasseh Sogavare |
| Samoa                                                                   | O le Ao o le Malo Va'aletoa Sualauvi II | Premier Tuilaepa Aiono Sailele Malielegaoi (tot 24 mei) Premier Naomi Mataʻafa (vanaf 24 mei) |
| San Marino                                                              | Kapitein-regenten Alessandro Cardelli en Mirko Dolcini (tot 1 april) Kapitein-regenten Gian Carlo Venturini en Marco Nicolini (van 1 april tot 1 oktober) Kapitein-regenten Francesco Mussoni en Giacomo Simoncini (vanaf 1 oktober) | Kapitein-regenten Alessandro Cardelli en Mirko Dolcini (tot 1 april) Kapitein-regenten Gian Carlo Venturini en Marco Nicolini (van 1 april tot 1 oktober) Kapitein-regenten Francesco Mussoni en Giacomo Simoncini (vanaf 1 oktober) |
| Saoedi-Arabië                                                           | Koning Salman bin Abdoel Aziz al-Saoed | Koning Salman bin Abdoel Aziz al-Saoed |
| Sao Tomé en Principe                                                    | President Evaristo Carvalho (tot 2 oktober) President Carlos Vila Nova (vanaf 2 oktober) | Premier Jorge Bom Jesus |
| Senegal                                                                 | President Macky Sall | President Macky Sall |
| Servië                                                                  | President Aleksandar Vučić | Premier Ana Brnabić |
| Seychellen                                                              | President Wavel Ramkalawan | President Wavel Ramkalawan |
| Sierra Leone                                                            | President Julius Maada Bio | Eerste minister David Francis (tot 30 april) Eerste minister Jacob Jusu Saffa (vanaf 30 april) |
| Singapore                                                               | President Halimah Yacob | Premier Lee Hsien Loong |
| Slovenië                                                                | President Borut Pahor | Premier Janez Janša |
| Slowakije                                                               | President Zuzana Čaputová | Premier Igor Matovič (tot 1 april) Premier Eduard Heger (vanaf 1 april) |
| Soedan                                                                  | Voorzitter van de militaire raad Abdel Fattah al-Burhan | Premier Abdalla Hamdok (tot 25 oktober en vanaf 21 november) |
| Somalië                                                                 | President Mohamed Abdullahi Mohamed | Premier Mohamed Hussein Roble |
| Spanje                                                                  | Koning Felipe VI | Premier Pedro Sánchez |
| Sri Lanka                                                               | President Gotabaya Rajapaksa | Premier Mahinda Rajapaksa |
| Suriname                                                                | President Chan Santokhi | President Chan Santokhi |
| Swaziland                                                               | Koning Mswati III | Premier Themba Masuku (waarnemend, tot 19 juli) Premier Cleopas Dlamini (vanaf 19 juli) |
| Syrië                                                                   | President Bashar al-Assad | Premier Hussein Arnous (waarnemend) |
| Syrië (deels internationaal erkende regering van de Syrische oppositie) | President Anas al-Abdah (tot 12 juli) President Salem al-Meslet (vanaf 12 juli) | Premier Abdurrahman Mustafa |

## T
| Landsnaam          | Staatshoofd                                                                              | Regeringsleider                                                                          |
| ------------------ | ---------------------------------------------------------------------------------------- | ---------------------------------------------------------------------------------------- |
| Tadzjikistan       | President Emomalii Rachmon                                                               | Premier Kokhir Rasulzoda                                                                 |
| Taiwan             | President Tsai Ing-wen                                                                   | Premier Su Tseng-chang                                                                   |
| Tanzania           | President John Magufuli (tot 17 maart) President Samia Suluhu (vanaf 19 maart)           | Premier Kassim Majaliwa                                                                  |
| Thailand           | Koning Maha Vajiralongkorn Bodindradebayavarangkun                                       | Premier Prayuth Chan-o-cha                                                               |
| Togo               | President Faure Eyadéma Gnassingbé                                                       | Premier Victoire Tomegah Dogbé                                                           |
| Tonga              | Koning Tupou VI                                                                          | Premier Pohiva Tuʻiʻonetoa (tot 27 december) Premier Siaosi Sovaleni (vanaf 27 december) |
| Trinidad en Tobago | President Paula-Mae Weekes                                                               | Premier Keith Rowley                                                                     |
| Tsjaad             | President Idriss Déby (tot 20 april) President Mahamat Déby (waarnemend, vanaf 20 april) | Premier Albert Pahimi Padacké (vanaf 26 april)                                           |
| Tsjechië           | President Miloš Zeman                                                                    | Premier Andrej Babiš (tot 17 december) Premier Petr Fiala (vanaf 17 december)            |
| Tunesië            | President Kais Saied                                                                     | Premier Hichem Mechichi (tot 25 juli) Premier Najla Bouden (vanaf 11 oktober)            |
| Turkije            | President Recep Tayyip Erdoğan                                                           | President Recep Tayyip Erdoğan                                                           |
| Turkmenistan       | President Gurbanguly Berdimuhamedow                                                      | President Gurbanguly Berdimuhamedow                                                      |
| Tuvalu             | Koningin Elizabeth II                                                                    | Premier Kausea Natano                                                                    |

## U
| Landsnaam | Staatshoofd                        | Regeringsleider                    |
| --------- | ---------------------------------- | ---------------------------------- |
| Uruguay   | President Luis Alberto Lacalle Pou | President Luis Alberto Lacalle Pou |

## V
| Landsnaam                    | Staatshoofd                                                                                       | Regeringsleider |
| ---------------------------- | ------------------------------------------------------------------------------------------------- | --- |
| Vanuatu                      | President Tallis Obed Moses                                                                       | Premier Bob Loughman |
| Vaticaanstad                 | Paus Franciscus                                                                                   | Voorzitter van de Pauselijke Commissie: Giuseppe Bertello (tot 1 oktober) Fernando Vérgez Alzaga L.C. (vanaf 1 oktober) |
| Venezuela                    | President Nicolás Maduro (betwist) Waarnemend president Juan Guaidó (deels internationaal erkend) | President Nicolás Maduro (betwist) Waarnemend president Juan Guaidó (deels internationaal erkend)                       |
| Verenigde Arabische Emiraten | President Sjeik Khalifa bin Zayed Al Nahayan                                                      | Premier Mohammed bin Rasjid Al Maktoem                                                                                  |
| Verenigd Koninkrijk          | Koningin Elizabeth II                                                                             | Premier Boris Johnson                                                                                                   |
| Verenigde Staten             | President Donald Trump (tot 20 januari) President Joe Biden (vanaf 20 januari)                    | President Donald Trump (tot 20 januari) President Joe Biden (vanaf 20 januari)                                          |
| Vietnam                      | President Nguyễn Phú Trọng (tot 5 april) President Nguyễn Xuân Phúc (vanaf 5 april)               | Premier Nguyễn Xuân Phúc (tot 5 april) Premier Phạm Minh Chính (vanaf 5 april)                                          |

## W
| Landsnaam   | Staatshoofd                     | Regeringsleider           |
| ----------- | ------------------------------- | ------------------------- |
| Wit-Rusland | President Aleksandr Loekasjenko | Premier Roman Golovchenko |

## Z
| Landsnaam   | Staatshoofd | Regeringsleider |
| ----------- | --- | --- |
| Zambia      | President Edgar Lungu (tot 24 augustus) President Hakainde Hichilema (vanaf 24 augustus)                                                                    | President Edgar Lungu (tot 24 augustus) President Hakainde Hichilema (vanaf 24 augustus)                                                                    |
| Zimbabwe    | President Emmerson Mnangagwa | President Emmerson Mnangagwa |
| Zuid-Afrika | President Cyril Ramaphosa | President Cyril Ramaphosa |
| Zuid-Korea  | President Moon Jae-in | Premier Chung Sye-kyun (tot 16 april) Premier Hong Nam-ki (waarnemend, van 16 april tot 14 mei) Premier Kim Boo-kyum (vanaf 14 mei)                         |
| Zuid-Soedan | President Salva Kiir Mayardit | President Salva Kiir Mayardit |
| Zweden      | Koning Carl XVI Gustaf | Premier Stefan Löfven (tot 30 november) Premier Magdalena Andersson (vanaf 30 november)                                                                     |
| Zwitserland | Bondsraad met als leden: Guy Parmelin (bondspresident), Viola Amherd, Alain Berset, Ignazio Cassis, Karin Keller-Sutter, Ueli Maurer en Simonetta Sommaruga | Bondsraad met als leden: Guy Parmelin (bondspresident), Viola Amherd, Alain Berset, Ignazio Cassis, Karin Keller-Sutter, Ueli Maurer en Simonetta Sommaruga |